# Senfmühle Kleinhettstedt

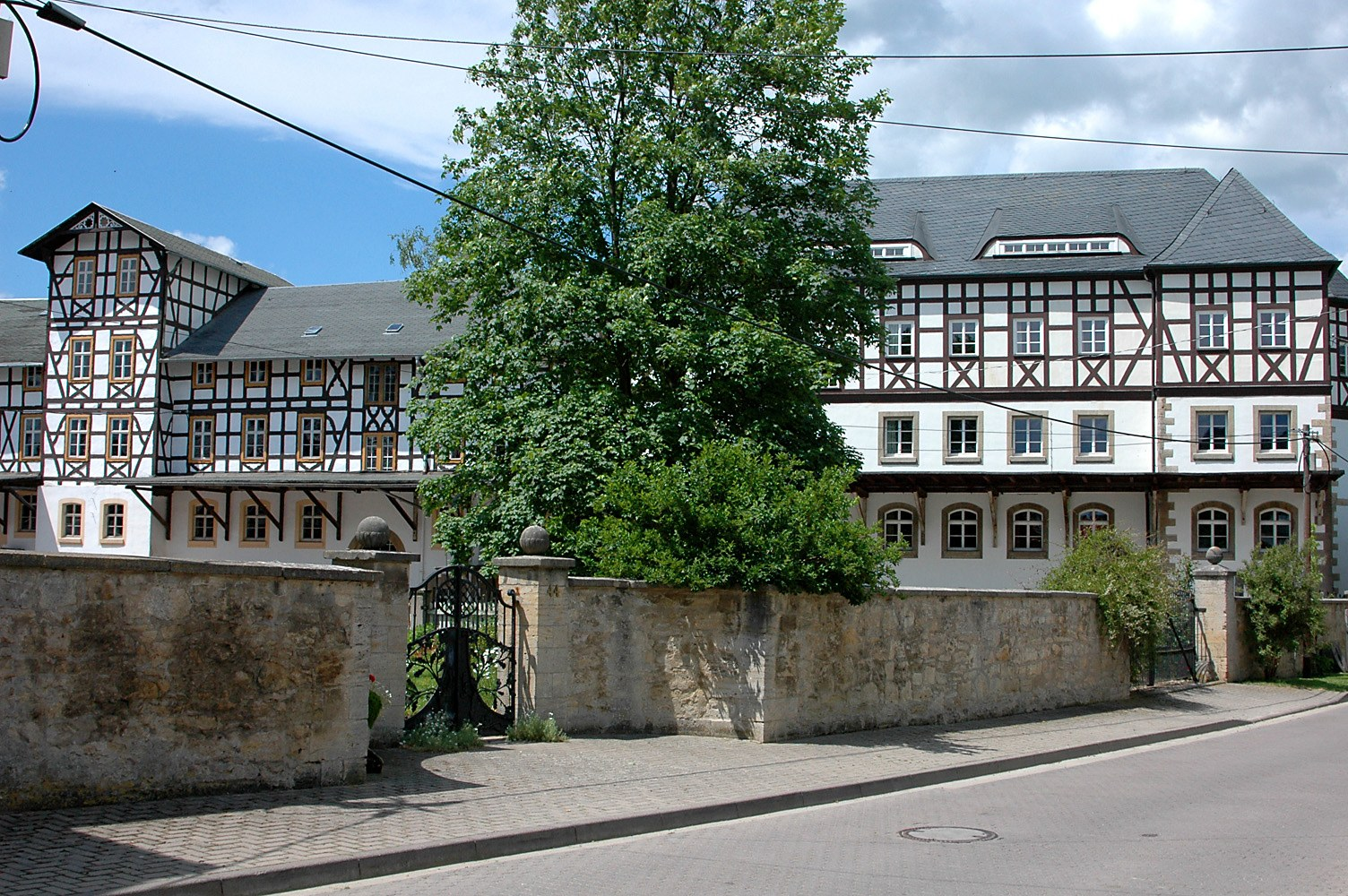
Kunst- und Senfmühle Kleinhettstedt (2008)

Die Kunst- und Senfmühle ist ein Gebäudeensemble in Kleinhettstedt (Thüringen), einem  Ort in Stadtilm zwischen Kranichfeld und Stadtilm.

## Geschichte

### Anfänge
Die Mühle wurde erstmals im 16. Jahrhundert erwähnt. 1620 war sie im Besitz des Junkers Sebastian von Wurmb zu Heilsberg und Blankenburg und wurde 1643 an den Stadtilmer Amtsschösser Landgraf verkauft. Der Müller Johann Morgenroth aus Teichröda kaufte das Anwesen am 15. Januar 1732 für seinen Sohn Johann Friedrich. Seitdem befindet sich die Mühle im Besitz der Familie Morgenroth, derzeit in der neunten Generation. Es gibt noch Mauerreste, die auf einen Bestand aus dem 13. Jahrhundert hinweisen. Johann Friedrich II. Morgenroth (1732–1781) baute eine Schneidmühle hinzu. Die Wasserkraft der Ilm wurde genutzt, um die Mühle als Gips-, Senf-, Säge- und Graupenmühle sowie als Spinnerei zu betreiben. Unter Johann Friedrich III. wurde durch Zahlung einer Ablösesumme von 900 Talern der Mühlenbann der fünf umliegenden Dörfer abgelöst. Unter Johann Nicol wurden eine Schneide-, eine Senf-, eine Gips- und eine Ölmühle eingebaut und die Getreidemühle modernisiert. 1865 ging der Betrieb in den Besitz von Friedrich Günter über, der das Geschäft erfolgreich fortsetzte, u. a. mit einer Kleesamenstampferei. Etwa 1890 wurden die Schneide-, Gips- und Ölmühle stillgelegt und die Konzentration auf die Getreidemühle und die Landwirtschaft verlegt. Die Erfindung des Walzenstuhls (1827) und des Plansichters (1855) verbesserten die industrielle Getreidevermahlung in ihren Ergebnissen derart, dass eine Mehlausbeute von 75–80 % zu erreichen war. In der Zeit von 1880 bis 1990 wurden zu Glanzzeiten täglich 65 t Getreide gemahlen, wobei das Getreide in Säcken bis zu 100 kg geschultert werden musste.

### Elektrifizierung

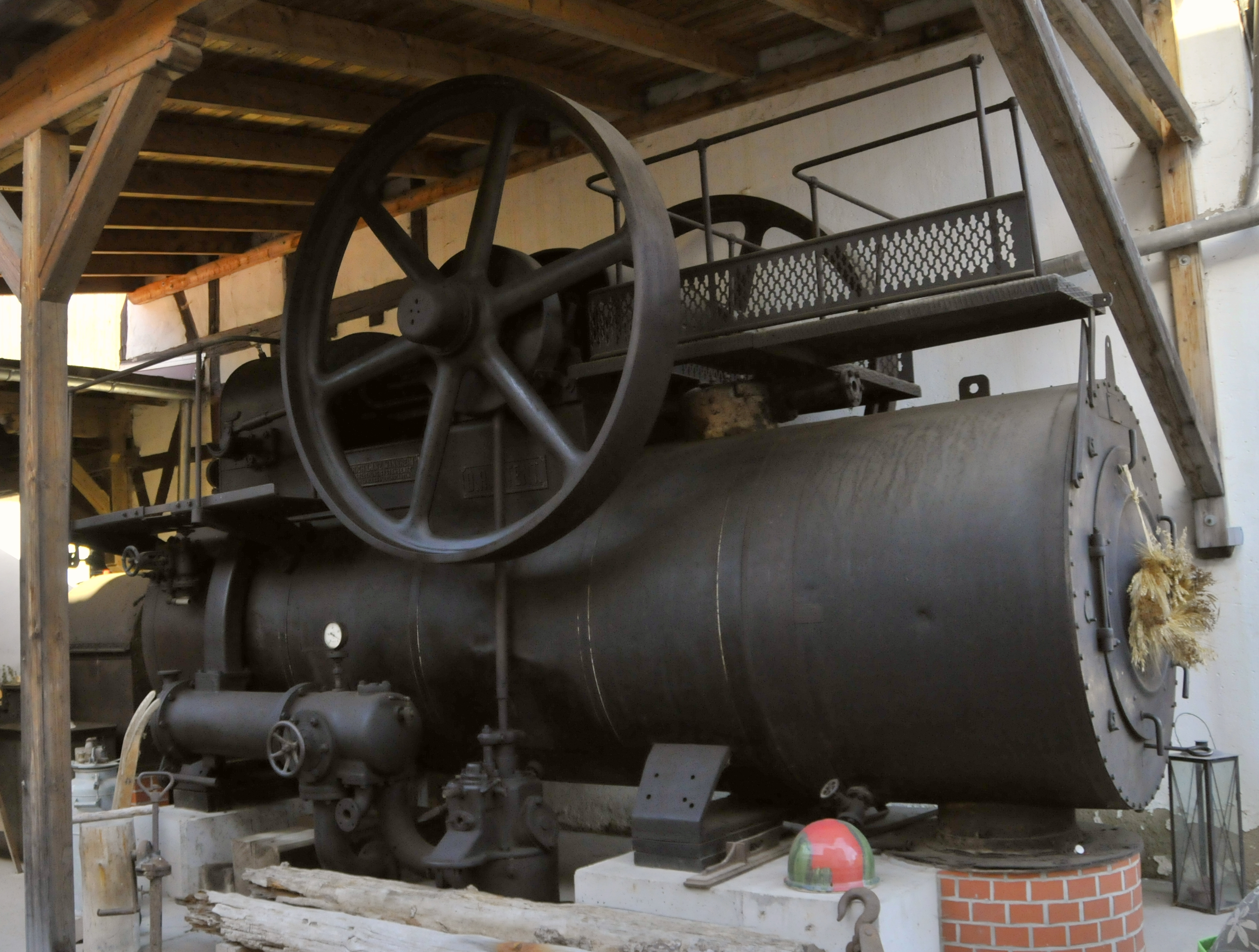
Eine alte Lokomobile, die zu Ausstellungszwecken hierher gebracht wurde

Nachdem die Mühle bis 1892 von bis zu fünf Wasserrädern angetrieben wurde, erfolgte 1892 die Umstellung auf eine Lokomobile der Firma Heinrich Lanz AG, die bis 1914 ihre Arbeit verrichtete. Danach brachte ein 110-PS-Dieselmotor bis 1947 die nötige Energie, sodann ein Elektromotor, der bis heute genutzt wird. Nach dem Rückbau der eisernen Wasserräder und Stilllegung der Wassergräben im Jahre 1901 wurde eine Francisturbine mit 80 PS eingesetzt, die bis heute ihren Dienst versieht und Strom erzeugt. Seitdem durfte sich die Mühle in Kleinhettstedt als Kunstmühle bezeichnen, da mit der Elektrifizierung eine wesentliche Modernisierung erfolgte und man in der Namensgebung auf die neue Antriebstechnik hinweisen wollte.
Die Mühle wurde in ihrer Geschichte bis 1914 mehrfach erweitert. Schöpfer der heutigen Gebäude war der Nürnberger Architekt Stötzle. Der Neubau der Roggenmühle sowie der Umbau des Kontors wurden 1914 durchgeführt. Bis 1938 erfolgten weitere Um- und Ausbauten.

### VEB Mühle Drei-Gleichen-Arnstadt
1972 erfolgte über Nacht per DDR-Ministerratsbeschluss die Enteignung und Überführung der florierenden Mühle in den VEB Mühle Drei-Gleichen-Arnstadt. Dipl.-Ing. Friedrich Morgenroth übernahm 1980 die Stelle als Betriebsteilleiter des ehemals väterlichen Mühlenbetriebs und begann mit umfangreichen Modernisierungsmaßnahmen, beispielsweise mit dem Einbau einer modernen Roggenmühle. Die Freude über die Möglichkeit der Reprivatisierung nach der Wende wurde getrübt durch die Abhängigkeit von wenigen Großabnehmern und die Größe des Betriebs. Der Mühlenbetrieb konnte nicht mehr wirtschaftlich weitergeführt werden: 1989 wurde der Betrieb der Getreidemühle zunächst eingestellt.
1990 machte die Treuhandanstalt die Rückübertragung des Eigentums von der Zahlung von Altschulden des VEB Mühle abhängig. Nachdem sich die damaligen „Besitzer“ dazu außerstande fühlten, wurde die Mühle auf 250.000 DM geschätzt. Da die Familie auch diesen Betrag nicht aufbringen konnte, ließ die Treuhand 1991 die Roggenmühle und andere Teile des Maschinenparks demontieren. In der Folge musste festgestellt werden, dass der Betrieb zu groß für Kleinkunden und zu klein für die Ansprüche der Kunden der Großmühlen war.

### Neuer Aufschwung ab 1996
Der Aufschwung begann 1996 mit dem Einbau von Ferienwohnungen und einem Festsaal. 1998/99 richtete man Gewerberäume in der Roggenmühle ein.
Seit 1999 wird die Weizenmühle wieder als Senfmühle genutzt – aus Sicht des Betreibers ein aktiver Beitrag zum Denkmalschutz, da der Erlös in den Erhalt des Denkmalensembles fließt. 2001 wurde die Antriebstechnologie wieder mit einer Lokomobile komplettiert. Der Mühlbach treibt heute (2012) eine Francis-Schachtturbine an, die einen 35-kW-Elektromotor mit Strom versorgt. Von hier aus werden alle Maschinen über teils meterlange Riemen bewegt. Im 1901 stillgelegten Mühlgraben soll künftig ein Wasserrad neu entstehen, um die Mühle anzutreiben.
Den Betrieb führt heute Ulf Morgenroth, in neunter Generation seit 1732.

## Senfherstellung
In der Senfmühle Kleinhettstedt kann die traditionelle Senfherstellung besichtigt werden. Um ein hochwertiges Produkt herstellen, ist es wichtig, den Senf schonend und langsam zu vermahlen. Dazu eignen sich am besten Senfmühlen, die nach dem traditionellen Nassmahlverfahren arbeiten.
Die verwendete Senfsaat kommt aus ökologischem Anbau aus Thüringen und wird in der Mühle auf einem Walzenstuhl vermahlen. Anschließend wird das frisch geschrotete Senfmehl mit Wasser, Essig und Gewürzen über Stunden gemaischt. Die fertige Maische wird dann über die Nassmahlgänge gepumpt und vermahlen. Gerade durch diesen Mahlprozess entsteht ein vollmundiger Senfgeschmack. Wichtig dabei ist die Geschwindigkeit der Mahlsteine, die sich in Kleinhettstedt mit nur 55/min drehen. Dadurch entwickelt sich keine Hitze, das Senföl bleibt erhalten und damit die natürliche Schärfe des Gewürzes. Dagegen wird in industriellen Anlagen bei über 3000/min gemahlen, wobei die Maische heiß wird und an Aroma, Geschmack und wichtigen Inhaltsstoffen verliert, so dass die Schärfe nachträglich, meist mittels Meerrettich, eingebracht werden muss. Einziger Konservierungsstoff, der der Maische beigegeben wird, ist Branntweinessig. Im letzten Mahlgang entstehen durch Zugabe verschiedener Gewürze bis zu 19 verschiedene Senfsorten. Im Jahr werden durchschnittlich 6,5 to Senfsaat zu Schrot verarbeitet. Im Zwei- bis Dreiwochentakt wird der Basissenf in Abhängigkeit von Lagerbestand und Auftragslage produziert.
Neben der Senfmühle, einem kleinen Hofladen, in dem rund zwanzig verschiedene Senfgeschmacksrichtungen verkostet werden können, und einem Gastronomiebetrieb können Besucher der Anlage auch noch die alte Getreidemühle besichtigen. Die Senfmühle liefert ihre Produkte deutschlandweit, in die USA, die Schweiz und nach Österreich.

## Impressionen

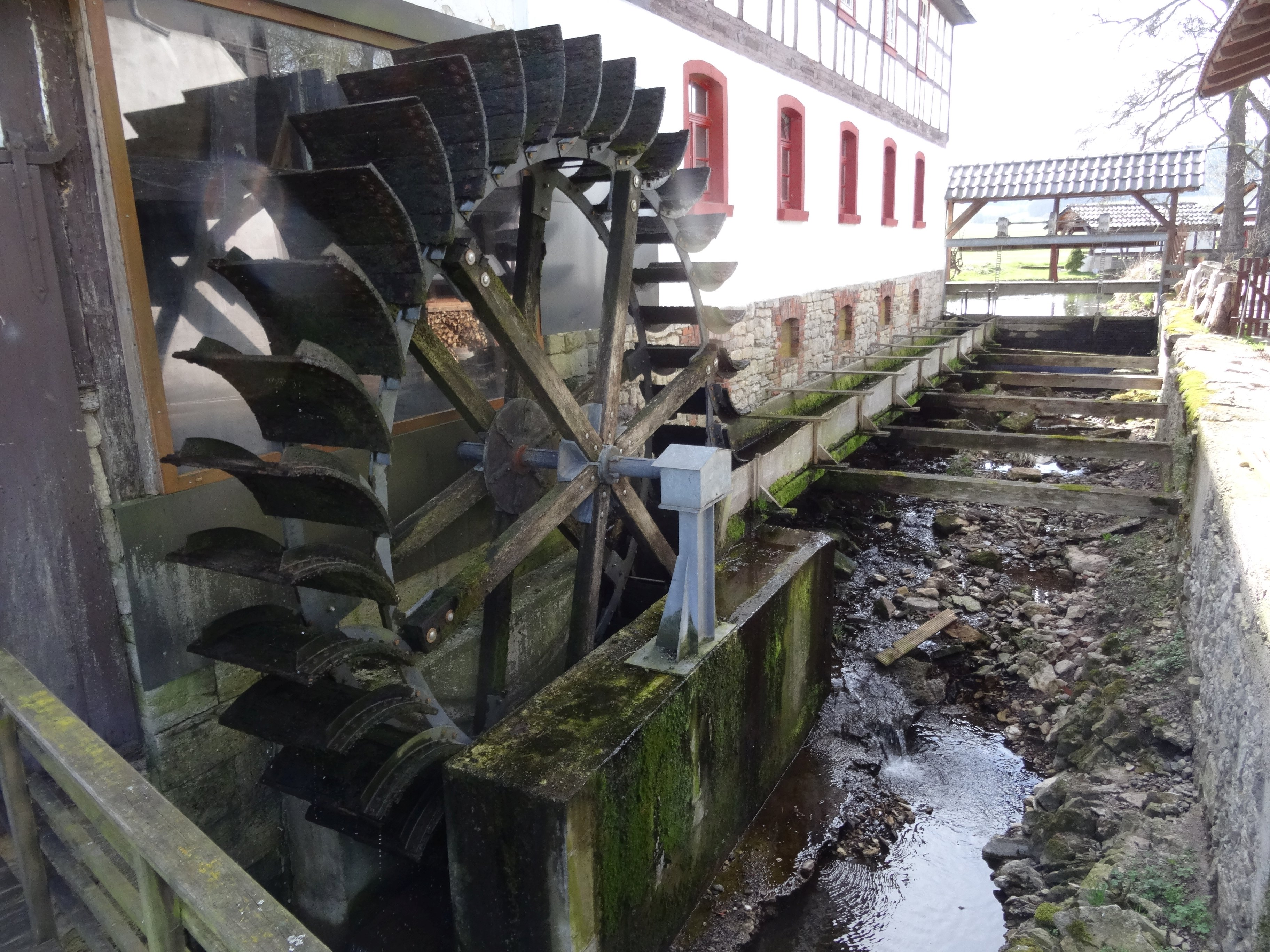
Historisches Wasserrad
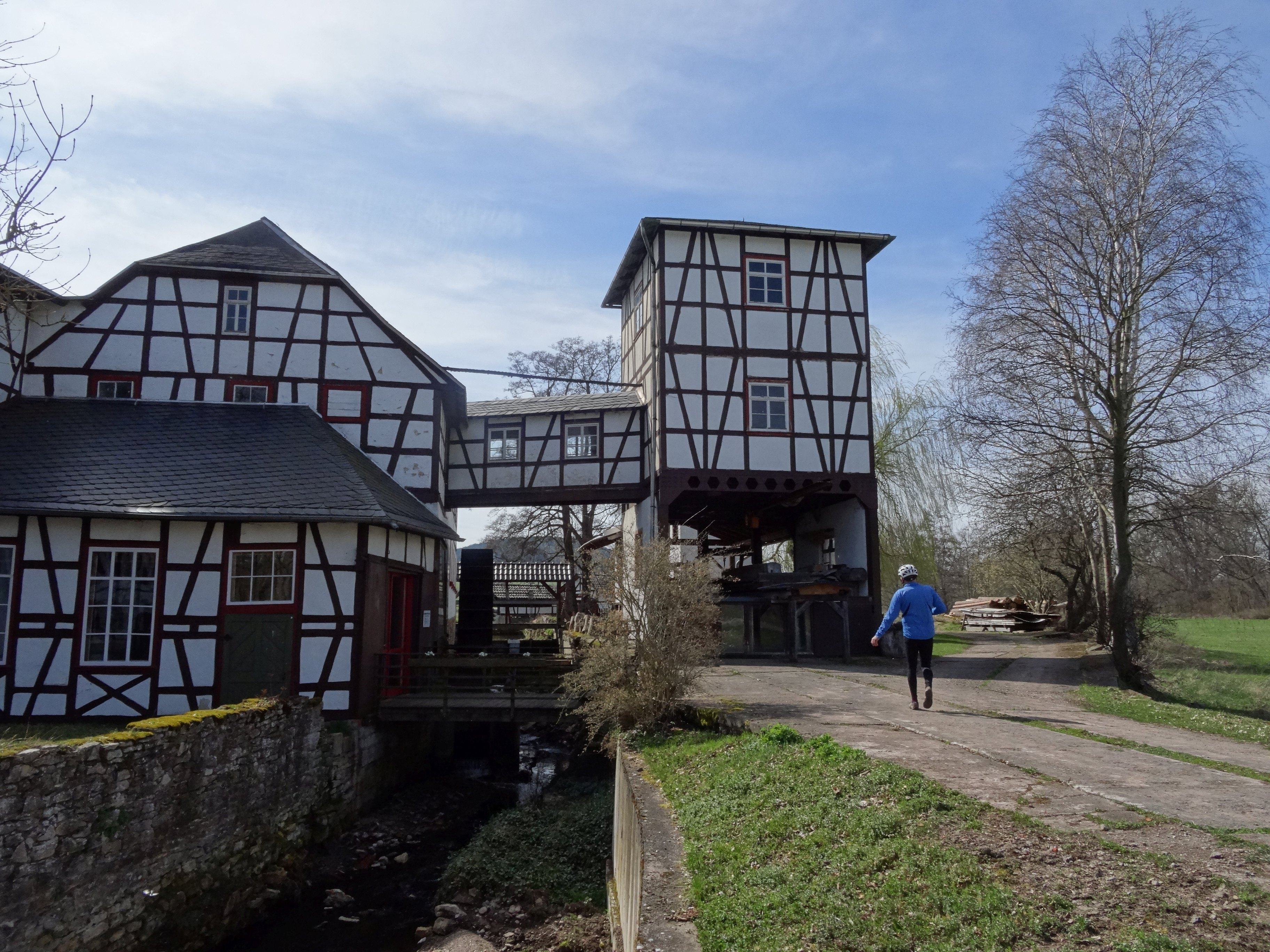
Venezianer Sägegatter
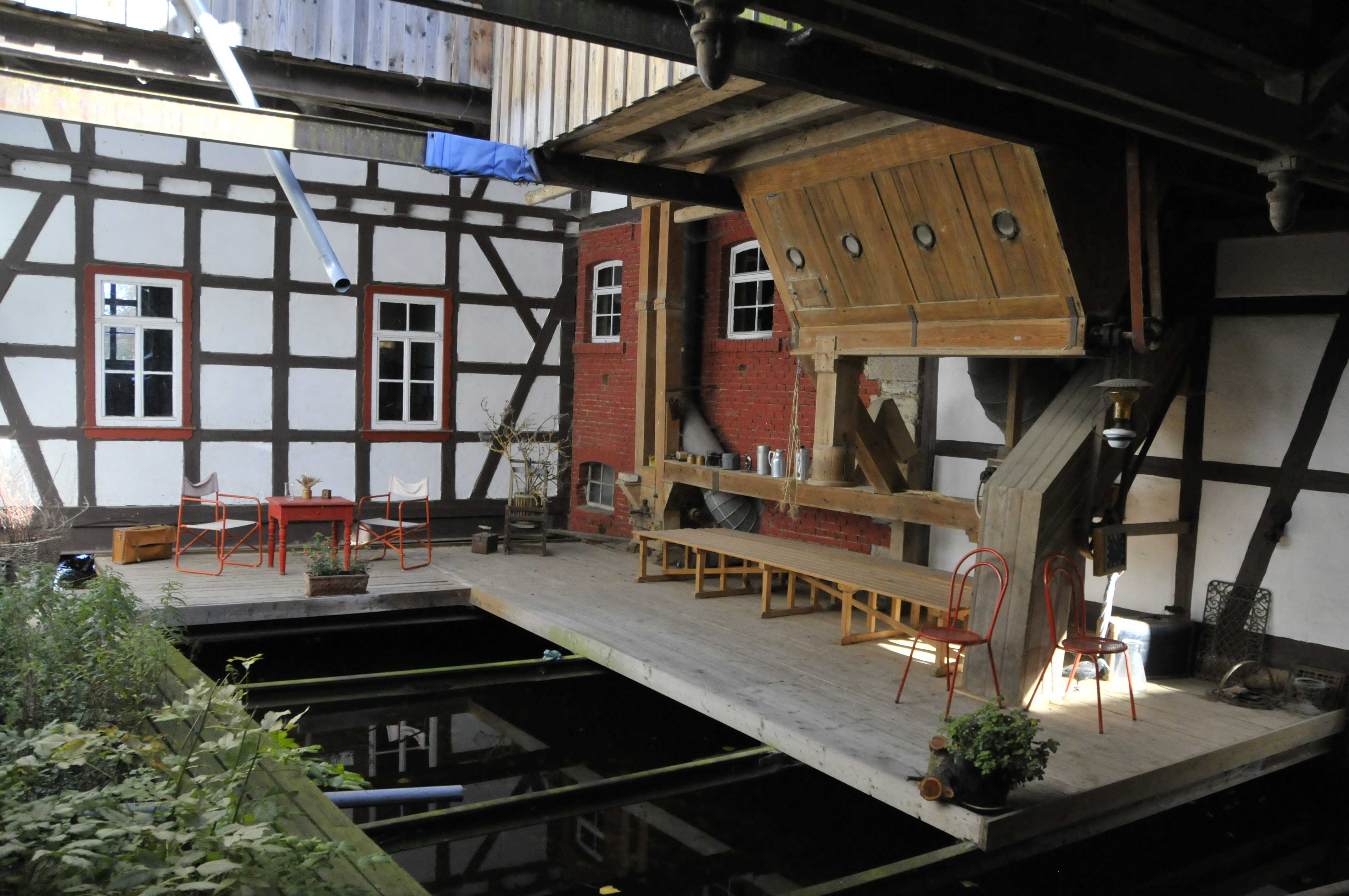
Innenhof
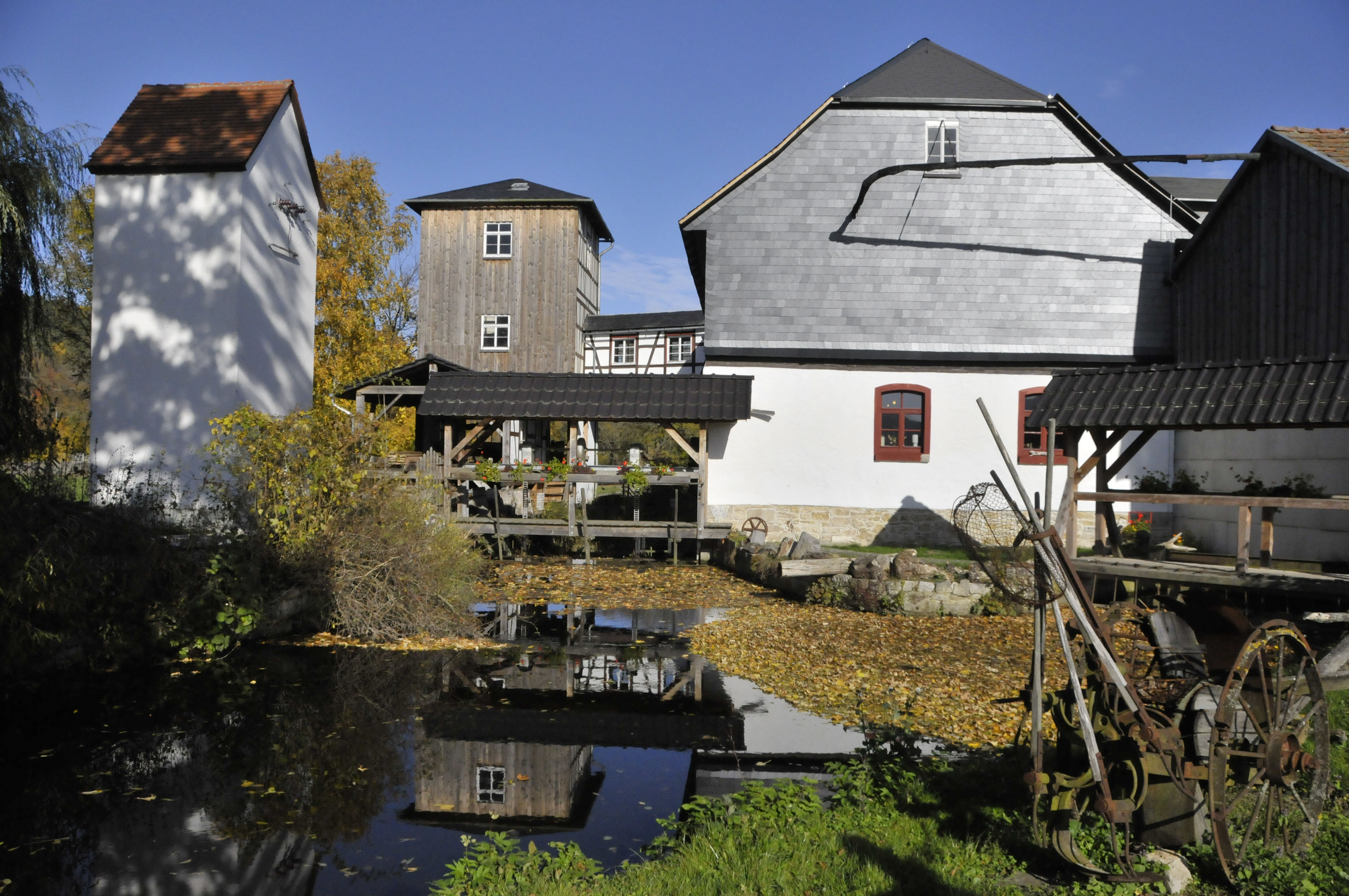
Freigelände

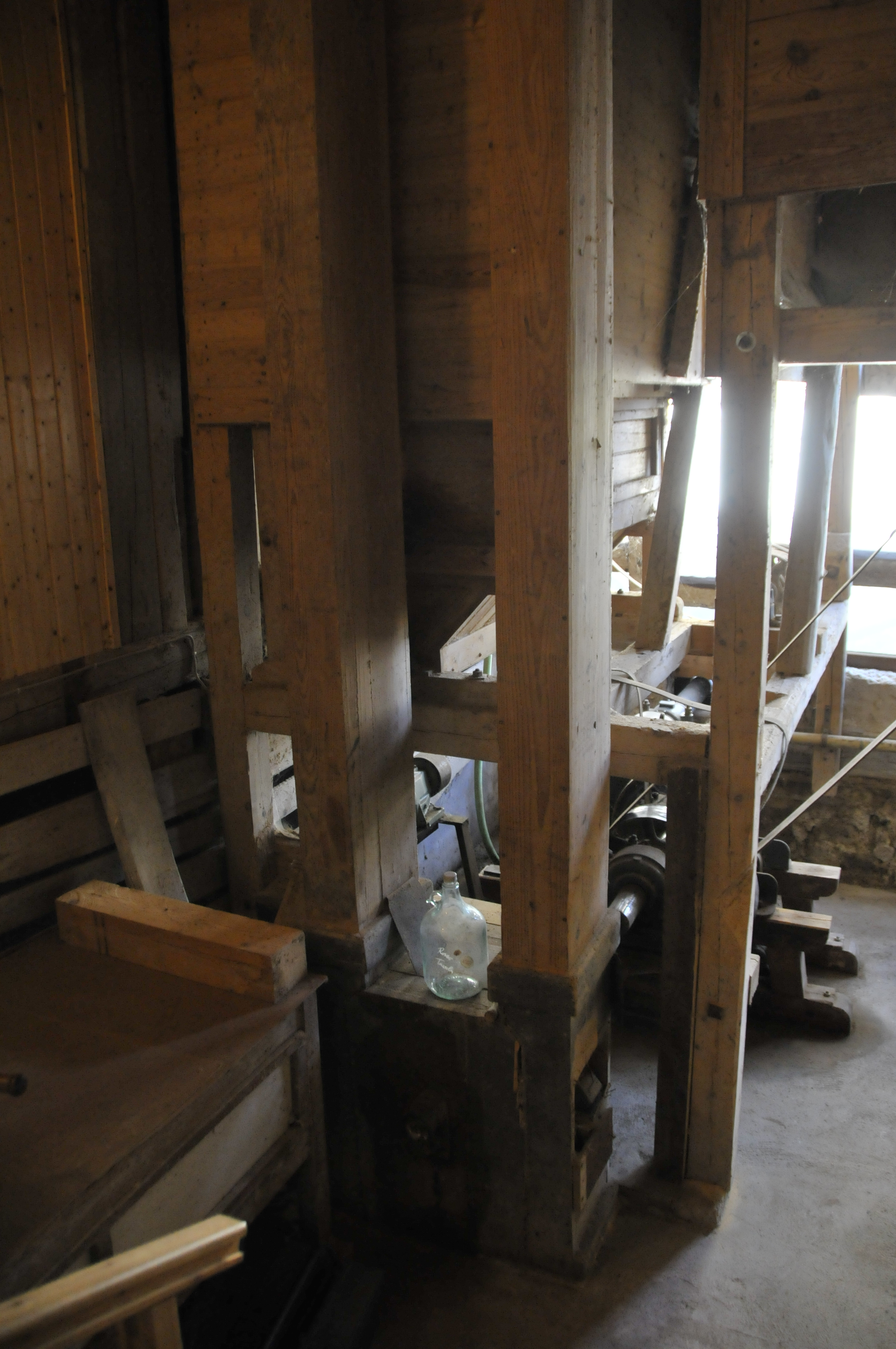
Mühlentechnik
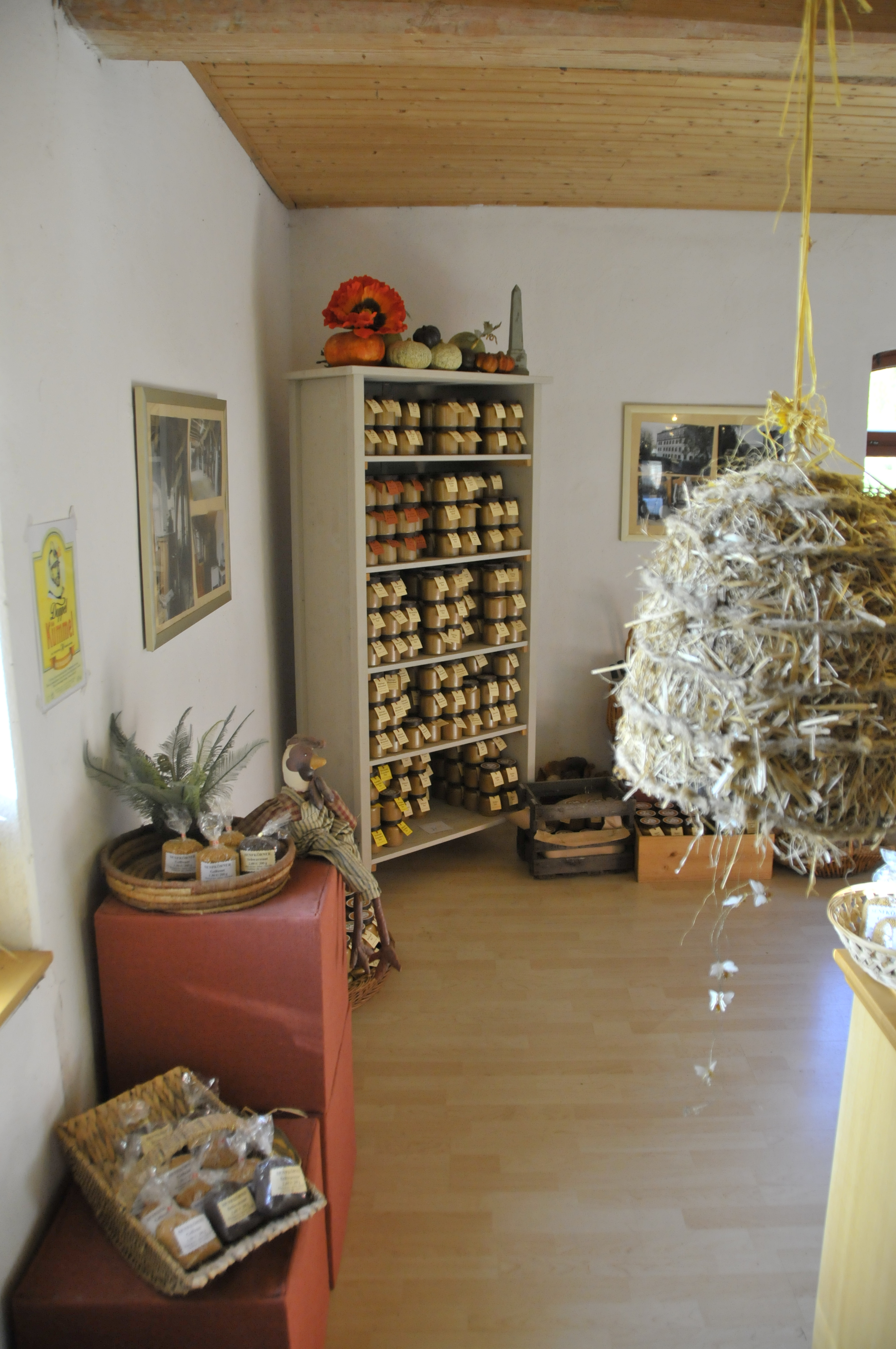
Hofladen

## Film
- Die Kunstmühle Kleinhettstedt – … die ihren Senf dazugeben. Dokumentarfilm, Deutschland, 2017, 29:45 Min., Buch und Regie: Kathrin Welzel, Produktion: MDR, Reihe: Der Osten – Entdecke, wo du lebst, Erstsendung: 23. Mai 2017 bei MDR Fernsehen, Inhaltsangabe von MDR, (Memento vom 4. August 2017 im Webarchiv archive.today), Besprechung: [2].